# Trichospilus ferrierei
Trichospilus ferrierei är en stekelart som beskrevs av Boucek 1976. Trichospilus ferrierei ingår i släktet Trichospilus och familjen finglanssteklar.
Artens utbredningsområde är Uganda. Inga underarter finns listade i Catalogue of Life.